# گارسیا وردوگو
گارسیا وردوگو (انگلیسی: García Verdugo; ۶ ژوئیهٔ ۱۹۳۴ – ۹ ژوئن ۲۰۱۷) بازیکن فوتبال اهل اسپانیا بود.
از باشگاه‌هایی که در آن بازی کرده‌است می‌توان به باشگاه فوتبال اتلتیکو مادرید، باشگاه فوتبال رئال ساراگوسا، باشگاه فوتبال رئال وایادولید، باشگاه فوتبال سابادل، باشگاه فوتبال دپورتیوو لاکرونیا، باشگاه فوتبال کادیس، باشگاه فوتبال خرز، و باشگاه فوتبال والنسیا اشاره کرد.